# Pragmatische Linke
Die Pragmatische Linke (PL) ist eine Strömung innerhalb der Jusos in der Sozialdemokratischen Partei Deutschlands.

## Selbstverständnis
Die Pragmatische Linke sieht sich als ein Bündnis undogmatischer junger Sozialdemokraten jenseits der Strömungsaufteilung aus Reformsozialisten, Netzwerk linkes Zentrum und Traditionalisten. So seien unterschiedliche politische Ausrichtungen mit dem Ziel eines realpolitischen Anspruchs unter einem Dach vereint. Die Mitgliedschaft in der PL sei daher heterogen von den Seeheimern nahestehenden Jusos bis zu Mitgliedern des Forums DL 21.
Die Grundüberzeugung der PL lautet, dass soziale Politik Realitäten anerkennen müsse, um politisch handlungsfähig zu sein. Ein Systemwechsel wird zugunsten einer Politik der kleinen Schritte abgelehnt.
Im Mittelpunkt der Sozialpolitik steht der Gedanke der Chancengleichheit, die für jeden Menschen zu jedem Zeitpunkt seines Lebens gelten müsse. So wird ein starker und leistungsfähiger Sozialstaat gefordert. Häufig wird auf skandinavische Sozialstaatsmodelle verwiesen. Die PL steht zudem für maßvolle Haushaltspolitik und betont die Wichtigkeit ökologischer Wirtschaftspolitik.

## Geschichte
Bundesweit konstituierte sich die pragmatische Linke auf dem Bundesparteitag der SPD im Oktober 2007, getragen von Mitgliedern aus den Landesverbänden und Bezirken Hamburg, Baden-Württemberg, und Hessen-Süd sowie Bayern, Berlin, und Sachsen-Anhalt.
Unabhängig davon wurde eine Strömung unter dem Namen Pragmatische Linke erstmals im August 2005 im Unterbezirk Köln gegründet. Dort herrschten jahrelange Flügelkämpfe mit der marxistisch orientieren „Juso-Linken“ (JL), bis diese im Laufe der Jahre 2005 und 2006 nach dem Wechsel führender JL-Mitglieder – darunter dem Vorsitzenden der Kölner Jusos – in die WASG zerbrach. Seit der Wahl im Februar 2007 gilt der Unterbezirk Köln als von der PL dominiert, sie stellt den Vorsitzenden sowie einen Großteil der Vorstandsmitglieder. Dies änderte sich jedoch Februar 2017 durch eine Kampfabstimmung über den Kreisvorsitz, die zugunsten einer Nicht-PL-Kandidatur ausfiel.
Im Februar 2008 wurde in Nordrhein-Westfalen die PL.NRW gegründet. Beteiligt waren Jusos aus den Unterbezirken Köln und Bergisch Gladbach sowie Mitglieder des linken Niederrheins, aus dem Bergischen Land und anderen Teilen Nordrhein-Westfalens. Ebenso wie die PL Köln basiert die PL.NRW auf einem eigenen inhaltlichen Grundverständnis, das aber in weiten Teilen dem der bundesweiten PL ähnelt. Im Gegensatz zur Bundes-PL bekennen sich die PL.NRW und PL Köln zum demokratischen Sozialismus und zu einer sozialistischen Reformpolitik. Im Landesverband NRW werden sie daher zu den Undogmatischen gerechnet.

## Struktur
Auf Bundesebene existieren drei gewählte Sprecher sowie lockere Bündnisstrukturen aus Juso-Landesverbänden und regionalen PL-Gruppen. Gemeinsame Positionen werden entweder aus den Gliederungen und Landesverbänden heraus oder unter den regionalen Gruppen gemeinsam entwickelt.
Die Struktur innerhalb der regionalen Gruppen ist unterschiedlich. In Köln beispielsweise existiert eine Vollversammlung als höchstes beschlussfassendes Gremium, ein Koordinatorenkreis (KoK) übernimmt organisatorische Aufgaben. Ähnlich ist die Struktur der PL.NRW aufgebaut.